# Hydrocyphon championi
Hydrocyphon championi is een keversoort uit de familie moerasweekschilden (Scirtidae). De wetenschappelijke naam van de soort werd in 1903 gepubliceerd door Edmund Reitter.